# Aura (album RGG)
Aura – siódmy album polskiego jazzowego tria RGG, wydany 14 kwietnia 2015 przez legendarną amerykańską wytwórnię OKeh Records, w Polsce dystrybuowany przez Sony Music Entertainment Poland. To jednocześnie pierwsza międzynarodowa płyta zespołu.

## Lista utworów
W nawiasach podano kompozytorów.
1. Adivinanza (Łukasz Ojdana)
2. W.R.U (Ornette Coleman)
3. Letila Zozula (ukrainian folk song)
4. Walking Batterie Woman (Carla Bley)
5. Don't Give Up (RGG version) (Peter Gabriel)
6. Pulsar (Maciej Garbowski)
7. Divisi (Łukasz Ojdana)
8. Without Eight (Łukasz Ojdana)
9. Whirl (Maciej Garbowski)
10. Arytmia (Łukasz Ojdana)
11. Fabula (Łukasz Ojdana)
12. Liryka Śpiącego (Maciej Garbowski)
13. Crucem Tuam (sacral song)

## Wykonawcy
- RGG:
  - Łukasz Ojdana - fortepian
  - Krzysztof Gradziuk – perkusja
  - Maciej Garbowski - kontrabas

## Nagrody i wyróżnienia
- "Najlepsze płyty jazzowe i okołojazzowe 2015 roku" według portalu Jazzsoul.pl: miejsce 14[6].